# Écoles privées au Canada
 (mars 2010).

Les écoles privées au Canada, quel que soit l'ordre d'enseignement, se développent et sont gérées en fonction des lois des différentes provinces touchant les écoles privées. À titre d'exemples, il y a la Loi sur l'enseignement privé au Québec, la Loi sur les collèges privés d'enseignement professionnel de l'Ontario et le Private Vocational Training Act de l'Alberta. Également, il existe des écoles reconnues par le Gouvernement du Canada. 
Il existe un grand nombre d'écoles privées au Canada, qu'elles soient d'ordre technique ou de la formation générale. On compte aussi quelques universités privées,. Il existe des provinces où le réseau privé est plus développé que d'autres, pour des raisons de population et d'ampleur du réseau public. Il existe des écoles techniques privées reconnues aux fins de soutien financier par le Programme canadien de prêts aux étudiants, qui s'applique dans la majorité des provinces canadiennes, et d'autres qui ne le sont pas, ce qui a une incidence sur les montants pouvant être octroyés aux étudiants. 
Dans certaines provinces, les activités éducatives sont balisées par des philosophies (par exemple, pédagogie Montessori). Il y a des écoles qui s'adressent à des communautés religieuses précises. Des écoles privées peuvent être indépendantes, ou encore regroupées en groupes d'établissements, qu'on appelle au Québec « groupes de collèges » (le groupe Collège Lasalle en est un exemple connu, bien qu'il y en ait d'autres) et dans le reste du Canada « Education Groups », qui peuvent s'étaler, sur plus d'une province, et donc comprendre des établissements régis par différentes lois. 
L'influence de certaines idées américaines se fait sentir dans le développement du réseau privé de l'éducation au Canada. Par exemple, il y existe une université généraliste : l'Université Quest. La constitution d'« Education Groups » rappellent certains groupes américains présents au Canada. Certains groupes ont des activités limitées à un seul ordre d'enseignement, alors que d'autres ont des activités plus diversifiées, touchant à la fois à la formation générale des jeunes, à la formation technique et même à la formation universitaire. 
Il y a des transactions d'école entre des groupes. Plus d'un groupe est actif à l'international. L'Association nationale des collèges carrière ne regroupe pas tous les établissements d’enseignement technique privés au Canada.